# Вилсон Кипкетер
Вилсон Кипкетер (енгл. Wilson Kipketer Kosgei: рођен 12. децембра 1972. у Kapchemoiywo, Кенија) је кенијски атлетичар, који је 1998. узео држављанство Данске и од тада се такмичио за Данску. Специјалност су му трке на 800 и 1000 m у којима је обарао светске рекорде.

## Биографија
Атлетиком се почео бавити са 12 година. Такмичио се за своју школу 1984. у оквиру школских такмичења где га је приметио двоструки олимпијски победник 1968 и 1972 Кип Кенио и предложио му да пређе у католичку школу Сент Патрик у Итену познату по развоју талентованих тркача.
Прво велико такмичење на којем је учествовао било је Светско првенство за јуниоре 1990. у Пловдиву у Бугарској, када је у трци на 800 резултатом 1:48,13 освојио 4. место.
Исте године дошао је на размену студената на Универзитет у Копенхагену да студира електронику. Допало му се тамо и одлучио је да затражи данско држављанство.
На свом првом Светском првенству 1995. у Гетеборгу на којем се такмичио у дресу Данске, освојио је прво место.
Очекивао је да ће представљати Данску на Олимпијским играма у Атланти 1996. године, али му МОК није дозволио, јер још званично није био дански држављанин.
Светски рекорд на 800 м. обарао је три пута на отвореном и два пута у дворани. Оба рекорда су и данас (април 2008) најбољи резултати на свету. Поред ових рекорда Кипкетер држи још један на 1000 м у дворани.
По престанку такмичарске каријере, Кипкетер је активан у Комисији за развој ИААФ. Много путује по разним замљама света и мотивише младе да почну да се баве атлетиком. Тако је дошао и у Србију где је био промотер 21. Београдског маратона 2008. године.

## Резултати

### Светски рекорди
- 800 
  - 1.41,73 - 7. јуни 1997. Стокхолм
  - 1.41,24 - 13. јули 1997. Цирих
  - 1:41,11 - 24. јули 1997. Келн - важећи светски рекорд
- 800  у дворани
  - 1:43,96 - 7. март 1997. Париз
  - 1:42,67 - 9. март 1997. Париз - важећи светски рекорд
- 1000  у дворани
  - 2:15,25 - 6. фебруар 2000 Штутгарт
  -  2:14,96 - 20. фебруар 2000. Бирмингем - важећи светски рекорд

### Олимпијске игре
- Сиднеј 2000
  - сребро - 1:45,14
- Атина 2004
  - бронза - 1:44,65

### Светско првенство
- злато - Гетеборг 1995 1:45,08
- злато - Атина 1997 1:43,38
- злато - Севиља 1999 1:43,30

### Светско првенство у дворани
- злато - Париз 1997 - 1:42,67
- сребро - Маебаши 1999 - 1:45,49
- сребро - Бирмингем 2003 - 1:45,87

### Европско првенство
- злато - Минхен 2002 - 1:47,25

### Велика награда ИААФ финале
- сребро - Монако 1995 - 1:45,28
- злато - Фукока 1997 - 1:42,98
- злато - Минхен 1999 - 1:43,55

## Лични рекорди
на отвореном
- 400  - 46,85 1. јануар 1994.
- 800  - 1:41,11 24. јули 1997. Келн - важећи светски рекорд
- 1000  - 2:16,29 23. август 1995. Копенхаген
- 1500  - 3:42,80 1. јануар 1993.
- 1 миља - 3:59,57 5. јули 1993 Стокхолм

у дворани
- 800 m - 1:42,67 - 9. март 1997. Париз - важећи светски рекорд
- 1000  -  2:14,96 - 20. фебруар 2000. Бирмингем - важећи светски рекорд